# 巴彦扎拉嘎乡
巴彦扎拉嘎乡，是中华人民共和国内蒙古自治区兴安盟扎赉特旗下辖的一个乡镇级行政单位。

## 行政区划
巴彦扎拉嘎乡下辖以下地区：
五星村、石头城子村、温都尔村、七家子村、全胜村、三家子村、农场村、兴隆村、丰产村、水田村和宏发村。